# Plan de Guaymas
El Plan de Guaymas fue elaborado el 10 de diciembre de 1929 por José Vasconcelos, luego de las elecciones federales extraordinarias de noviembre del mismo año donde se decidió postularse como candidato a la presidencia de México.

## Antecedentes

### Elecciones de 1929
José Vasconcelos, anterior secretario de Educación Pública y rector de la Universidad Nacional, fue el candidato por el Partido Nacional Antirreeleccionista (PNA). Su campaña fue, desde un inicio, apoyada por jóvenes en el norte del país, en la Ciudad de México y en Estados Unidos; pues, cuando fue notificado de la muerte de Obregón, Vasconcelos se encontraba exiliado en San Francisco. Con el apoyo de Manuel Gómez Morin, Vasconcelos tuvo el valor de enfrentarse al partido de Calles, el PNR, y probar su suerte con una candidatura civil. Su campaña, además de ser en extremo problemática mientras más se acercaban las elecciones, fue apoyada por la mayor parte de la clase media católica y los jóvenes.
Esta campaña fue tan desigual que recordó a muchos la que Madero desarrolló en 1909 contra Porfirio Díaz, no solo por el apoyo del aparato del Estado al candidato Ortiz Rubio, sino también por la violencia que muchos vasconcelistas debieron padecer en carne propia. Apoyado por algunos de los más lúcidos intelectuales y artistas de la época, como Manuel Gómez Morin, Antonieta Rivas Mercado, Gabriela Mistral, Alberto Vásquez del Mercado y Miguel Palacios Macedo. Vasconcelos previamente, durante su búsqueda a la gubernatura de Oaxaca había sufrido atentados de muerte debido a su oposición al Maximato.
El 29 de septiembre de 1929 se diluyó de forma violenta de manifestación de apoyo a Vasconcelos en la Avenida Hidalgo de la Ciudad de México. El resultado de esto fue un estudiante muerto: Germán del Campo, y varios heridos. La represión fue dirigida por el General Eduardo Hernández Cházaro.

#### Acusaciones de fraude electoral
Un supuesto fraude electoral fue denunciado por el grupo vasconcelista, el PNA e, incluso, cónsules norteamericanos de diferentes estados de la república. José Vasconcelos y muchos de sus seguidores documentaron varios de los eventos acontecidos en el día de la elección tales como el control total o parcial de urnas por parte del gobierno y el PNR. Se llegaron a denunciar más votos por Ortiz Rubio que el total de votantes registrados en ciertas poblaciones. El resultado inesperado para los vasconcelistas causó descontento en los sectores que lo apoyaban, pero sobre todo hizo que Vasconcelos no reconociera la victoria de Ortiz Rubio y huyera a Estados Unidos para manifestarse abiertamente en contra del presidente electo.

## Contenido
Frente a los resultados, Vasconcelos buscó reproducir el patrón seguido por Madero 20 años antes, invitando a la población a sumarse a una revolución a través del Plan de Guaymas, proclamado el 10 de diciembre de 1929.
El Plan de Guaymas constó de cinco artículos o postulados; a continuación se mencionan ya que pueden resumir claramente las intenciones del movimiento:
I. Se declara que no hay en la República más autoridad legítima, por el momento, que el C. Licenciado José Vasconcelos, electo por el pueblo en los comicios del 17 de noviembre de 1929 para la Presidencia de la República. En consecuencia, serán severamente castigadas todas las autoridades, inclusive los miembros del Ejército, que sigan prestando apoyo al Gobierno que ha traicionado el objeto para el cual fue creado.
II. El suscrito Presidente Electo rendirá la protesta de ley ante el primer Ayuntamiento libremente nombrado que pueda recibirla en la República, y desde luego se procederá a organizar el Gobierno legítimo.
III. Se desconoce a todos los poderes de facto, así los de la Federación como los de los Estados y Municipios, que desde hace treinta años han venido ensangrentando al país, robando el Tesoro público y creando la confusión y la ruina de la Patria, y que han pretendido burlar el voto público en la elección presidencial última.
IV. El ciudadano que en cada uno de los Estados tome el mando de las fuerzas que expulsarán a los detentadores del poder público se hará cargo interinamente del Gobierno local, y procederá a organizar éste de acuerdo con las demás leyes en vigor, y a reserva de que sus actos de gobierno reciban la ratificación del Presidente legítimo de la República y de que esté conforme su investidura, la que no por ello perderá su carácter provisional.
V. El pueblo designará libremente en cada Municipio a los ciudadanos que deban encargarse de la Administración Municipal.

## Consecuencias
El llamado a la insurrección fue desoído por una sociedad mexicana cansada de poco más de 10 años de guerras civiles (siete de la Revolución Mexicana y tres de la cristiada).
El 14 de febrero de 1930 ocurrió la desaparición de militantes del vasconcelismo. En marzo siguiente, se descubrieron más de cien cadáveres en Topilejo, entre los que se encontraban los del general León Ibarra, ingeniero Ricardo González Villa, Roberto Cruz Zequera y J. López Aguilera. Fueron ejecutados por elementos del cuartel del 51.ª Regimiento al mando de Maximino Ávila Camacho.
La promulgación del Plan de Guaymas le valió la cárcel a Vasconcelos, sin embargo; fue liberado y huyó al extranjero, por lo que se dedicó a escribir y estudiar, permitiéndole dedicarse de lleno al análisis filosófico (se adentró en el análisis del pensamiento filosófico hindú), a escribir su autobiografía, una serie de artículos y comentarios sobre temas diversos. Regresó a México en 1940.